# Лора-и-Кордеро, Хуан де Диос
Хуан де Диос Лора-и-Кордеро (исп. Juan de Dios Lora y Cordero; 13 марта 1864, Чиклайо — 28 февраля 1924, Чиклайо) — перуанский политик и педагог.

## Биография
Окончил Университет Сан-Маркос в Лиме. Работал адвокатом, выступал в газетах как публицист. Принял активное участие на стороне коалиционистов в Гражданской войне 1894—1895 гг.
После победы в 1895—1900 гг. был депутатом Парламента Перу от Чиклайо. В 1899 году мэр Чиклайо.
После 1901 года возглавлял различные учебные заведения, в том числе в 1916—1919 гг. ректор Коллегиума Святого Иосифа в Трухильо, где под его руководством преподавал Сесар Вальехо. Известен эпизод, в ходе которого Лора-и-Кордеро обходил Коллегиум во время занятий и был удивлён полной тишиной в одном из классов. Заглянув в него, ректор увидел, что преподаватель Вальехо спит на своём столе, а ученики ведут себя тихо, не желая его разбудить. При виде ректора школьники попытались встать, но Лора-и-Кордеро остановил их жестом, также не желая будить своего подчинённого. С 1920 года и до конца жизни член окружного суда региона Ламбаеке.
В 1905 году опубликовал книгу «К истории департамента Ламбаеке» (исп. Para la historia del departamento de Lambayeque).
Сын — поэт и журналист Хуан Хосе Лора. В семье Лоры-и-Кордеро воспитывался также его рано осиротевший племянник, поэт и журналист Хосе Эуфемио Лора-и-Лора.